# Jonathan Roberts
Jonathan Roberts, född 16 augusti 1771 nära Norristown, Pennsylvania, död 24 juli 1854 i Montgomery County, Pennsylvania, var en amerikansk politiker (demokrat-republikan). Han representerade delstaten Pennsylvania i båda kamrarna av USA:s kongress, först i representanthuset 1811–1814 och sedan i senaten 1814–1821.
Roberts var en hjulmakare och jordbrukare. Han blev invald i representanthuset i kongressvalet 1810. Han omvaldes 1812. Han avgick 1814 för att efterträda Michael Leib som senator för Pennsylvania. Han valdes sedan till en hel mandatperiod i senaten. Han efterträddes 1821 som senator av William Findlay.
Roberts grav finns på familjekyrkogården Roberts Cemetery i Montgomery County.